# Poker d'as pour Bugs Bunny
Pour plus de détails, voir Fiche technique et Distribution.
Poker d'as pour Bugs Bunny (Bugs Bunny Rides Again) est un cartoon des Merrie Melodies réalisé par Friz Freleng sorti en 1948, mettant en scène Bugs Bunny et Sam le pirate.

## Synopsis
Dans une ville où le crime est roi, Sam est connu pour être un hors-la-loi insaisissable. Il apparaît dans un saloon où il chasse tout le monde à coups de revolver. Sauf Bugs, en cowboy calme et stoïque. Sam le défie puis lui lance la réplique typique des westerns : « cette ville est trop petite pour nous deux ». Bugs part dehors, construit en un clin d'œil une vaste ville moderne tout autour, à lui tout seul. Il revient joyeux et lui demande si la ville est maintenant suffisamment grande. Sam réplique en braquant sur lui un pistolet à six coups. Bugs fait de même, mais avec un revolver à sept coups. Sam et Bugs se menacent à chaque fois avec un pistolets qui tire un coup de plus que le précédent, jusqu'à ce que Bugs sorte une sarbacane « demi-coup » et lance un petit pois sur Sam. Ce dernier ordonne à Bugs de danser en lui tirant dessus. Le lapin se prend au jeu, fait des claquettes comme il sait faire, bien qu'obligé de répéter le numéro. Puis il fait danser Sam à son tour, piqué au jeu, lui aussi. Sauf que Bugs, lors du final, le fait chuter dans un puits. De retour, Sam est furieux. Bugs le défie alors de dépasser une limite qu'il trace au sol. Sam est trop content de la passer en riant. Bugs recommence à tracer une ligne un peu plus loin et le défie à nouveau. Sam avance encore. Bugs recommence son manège un grand nombre de fois, jusqu'à ce qu'il trace une ligne au bord d'une falaise. Sam la passe et tombe dans le vide. Bugs se précipite en bas pour sauver Sam et place un matelas pour ce faire, mais se ravise et l'enlève à la dernière seconde. Sam récupère et tire sur Bugs. Le lapin s'enfuit grimpé sur un grand cheval, tandis que Sam monte un tout petit poney. S'ensuit une poursuite, d'abord dans un tunnel que Bugs bouche avec un mur de briques. Sam vient s'encastrer dedans. Puis la cavalcade continue à travers le désert où ils défilent dans tous les sens. Bugs et Sam conviennent d'un temps mort. Bugs suggère de refaire le film depuis le début, et de faire dans le saloon une partie de Gin rami qui décidera de celui qui devra quitter la ville. Sam commence la partie en faisant couper les cartes à Bugs. Ce dernier les coupe littéralement avec un hachoir. Puis il vient à côté de Sam, examine ses cartes et lui souffle celles qu'il devrait jouer, avant bien sûr d'abattre son propre jeu. Bugs a gagné et flanque Sam dans le train au départ. Mais quand Bugs s'aperçoit que le train est plein de jolies filles, il plaque Sam et prend le train à sa place.

## Fiche technique
- Titre : Poker d'as pour Bugs Bunny
- Titre original
- Réalisation : Friz Freleng (crédité comme I. Freleng)
- Scénario : Tedd Pierce et Michael Maltese
- Producteur : Edward Selzer (non crédité)
- Production : Warner Bros. Cartoons
- Animation : Hawley Pratt (directeur artistique), Virgil Ross, Gerry Chiniquy, Manuel Perez, Ken Champin, Paul Julian (artiste arrière-plan)
- Musique  : Carl W. Stalling, directeur musical  
  - Orchestration : Milt Franklyn (non crédité)
- Montage : Treg Brown (non crédité)
- Société de distribution : 
  - 1942 : Warner Bros. Pictures
  - 2004 : Warner Home Video (USA et Europe) (DVD)
- Format : 1,37:1 Technicolor
- Langue : Anglais
- Durée : 7 minutes
- Date de sortie : 1948
- Voix : Mel Blanc (Bugs Bunny, Sam le pirate, les cowboys, la mouffette)